# Kanton Clermont-Ferrand-Nord
Kanton Clermont-Ferrand-Nord (fr. Canton de Clermont-Ferrand-Nord) je francouzský kanton v departementu Puy-de-Dôme v regionu Auvergne. Tvoří ho pouze severní část města Clermont-Ferrand.